# Trittame bancrofti
Trittame bancrofti is een spinnensoort uit de familie Barychelidae. De soort komt voor in Queensland.